# Michel Descombey
 (avril 2009).
Si vous disposez d'ouvrages ou d'articles de référence ou si vous connaissez des sites web de qualité traitant du thème abordé ici, merci de compléter l'article en donnant les références utiles à sa vérifiabilité et en les liant à la section « Notes et références ».
Michel Descombey est un danseur, chorégraphe et maître de ballet français né à Bois-Colombes dans les Hauts-de-Seine, le 28 octobre 1930 et mort le 5 décembre 2011 à Mexico. Une cérémonie commémorative s'est tenue à Bellas Artes à Mexico. le mardi 6 décembre 2011, en présence de Max Ortega Del Vecchyo et de la famille Izard. 
Formé à l'école de danse de l'Opéra de Paris, il entre dans le Ballet en 1947. Nommé premier danseur en 1959, il en est le maître de ballet de 1962 à 1969, poste qu'il occupe ensuite à Zurich, puis à Mexico. Il chorégraphie "Symphonie Concertante" pour l’Opéra de Paris en 1962, sur une musique de Frank Martin, avec Claude Bessy et Attilio Labis comme interprète.
Danseur de caractère, il est également l'un des principaux chorégraphes du Ballet national des Jeunesses musicales de France. 